# Ken Jebsen

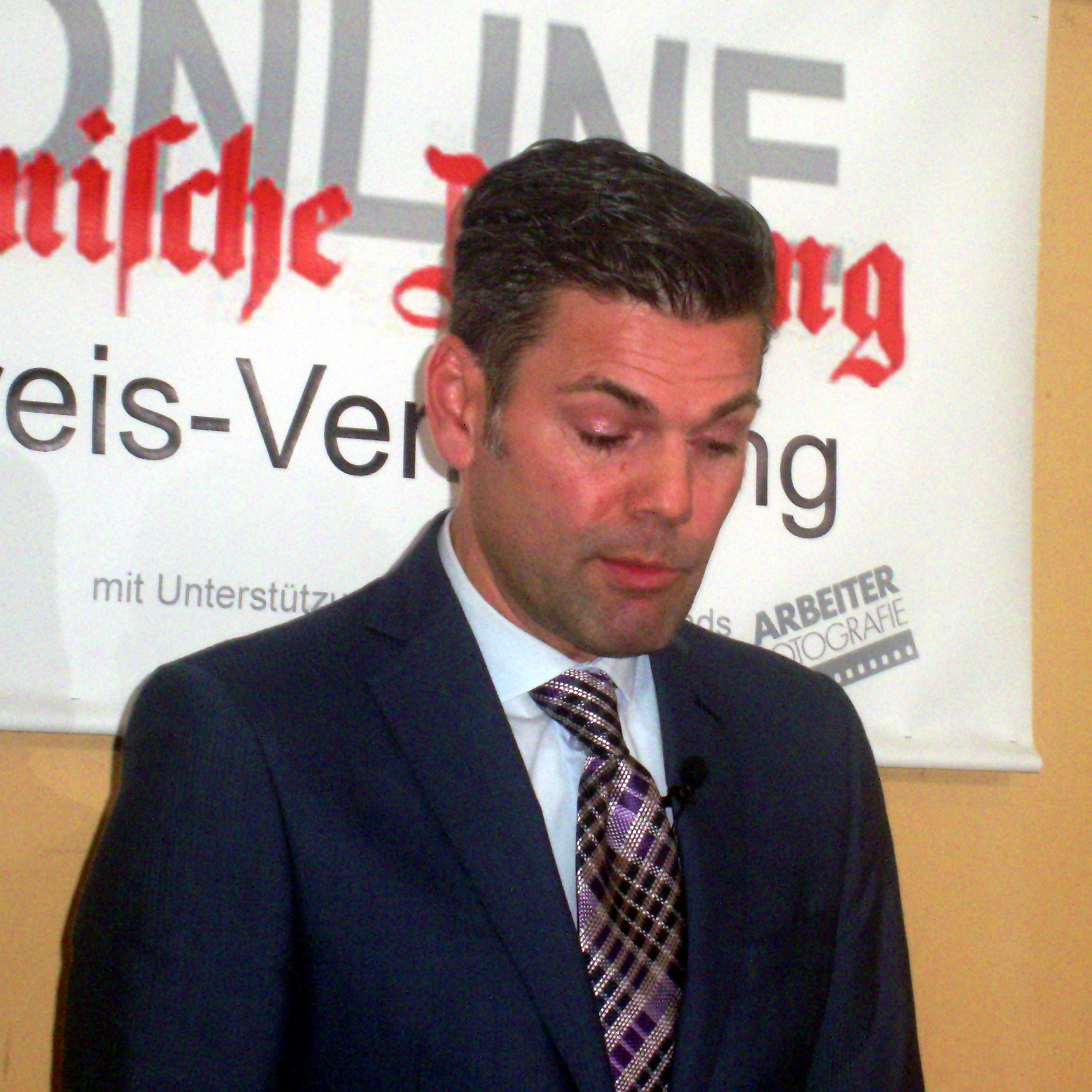
Ken Jebsen (2014)

Ken Jebsen, bürgerlicher Name Kayvan Soufi-Siavash (* 29. September 1966 in Hüls, jetzt Krefeld), ist ein deutscher Webvideoproduzent und politischer Aktivist.
Ab 1987 war er als Fernseh- und Radiomoderator und Reporter bei verschiedenen privaten und öffentlich-rechtlichen Rundfunkanstalten tätig. Ab 2001 produzierte und moderierte er für den Hörfunksender Fritz beim Rundfunk Berlin-Brandenburg (rbb) die Sendung KenFM. Nach Antisemitismus-Vorwürfen gegen Jebsen beendete rbb die Sendereihe 2011 und entließ ihn. Seitdem betätigt dieser sich vor allem auf eigenen Webseiten und verbreitet dort Verschwörungstheorien zu verschiedenen Themen.
2014 und 2015 trat Jebsen als Hauptredner bei den umstrittenen Mahnwachen für den Frieden, ab 2020 bei „Querdenken“-Demonstrationen hervor und verbreitete Falschinformationen zur COVID-19-Pandemie. Deshalb sperrte YouTube seinen Kanal KenFM im November 2020. Ab März 2021 führte der Verfassungsschutz Berlin KenFM als Verdachtsfall.
Daraufhin ersetzte Jebsen KenFM im Sommer 2021 durch die Nachfolgewebseite apolut. Seit 2023 ist er unter dem Label Soufisticated im Internet und mit Vorträgen im deutschsprachigen Raum aktiv. 2024 rief er in einem seiner Videos zur Wahl  der rechtsextremen Partei Alternative für Deutschland (AfD) auf.

## Privates, Name und Schulbildung
Jebsen wurde 1966 in Hüls als Kayvan Soufi-Siavash geboren. Er gab an, dass sein Vater aus dem Iran stammt. Er nahm später den Künstlernamen Ken Jebsen an, weil (so die Autoren der „Fritz-Chronik“) ihm sein bürgerlicher Name für deutsche Radiohörer zu schwer verständlich erschien. Als Nachnamen übernahm er den Geburtsnamen seiner deutschen Mutter. Eigene biografische Angaben bei Radio Fritz, sein Geburtsname laute Moustafa Kashefi und er sei in einem Flugzeug im iranischen Luftraum geboren, wies Jebsen in einem Interview mit Mathias Bröckers als selbsterdachte „absurde Bio“ und leicht erkennbaren „Gag“ zurück. Seit August 2023 tritt er in Deutschland und Österreich unter seinem bürgerlichen Namen Kayvan Soufi-Siavash auf.
Jebsen besuchte eine Waldorfschule in Baden-Württemberg. Nach Eigenangaben ist er Vater von vier Kindern.

## Kontakte nach Russland
Jebsen unterhält Kontakte mit führenden Akteuren des staatsnahen Medienapparats in Russland. Aus nicht bekannten Gründen reiste er mehrfach nach Russland oder in von Russland völkerrechtswidrig besetzte Gebiete der Ukraine. Jebsen hat persönliche Kontakte zum ehemaligen Chefherausgeber von RT Deutsch, Ivan Rodionov, und zu Alexander Malkevich, der mit der Desinformationsagentur IRA in Verbindung stand, 2018 den Presseausschuss der Gesellschaftlichen Kammer der Russischen Föderation leitete und im Juli 2022 die audiovisuelle Propaganda in den von Russland besetzten Gebieten der Ukraine übernahm. Jebsen und Malkevich trafen sich 2019 zur Planung gemeinsamer Projekte.

## Rundfunkmoderator (1987–2011)

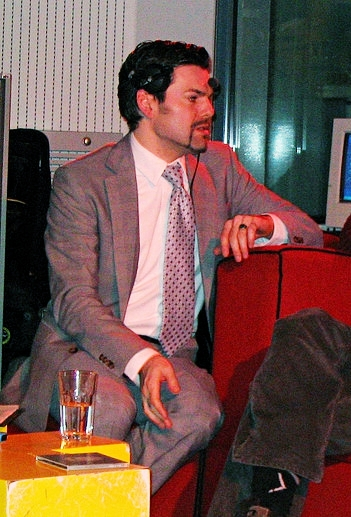
Ken Jebsen im Studio von Radio Fritz, 2005

Von 1987 bis 1991 moderierte Jebsen oft unter dem Namen Keks beim Privatsender Radio Neufunkland in Reutlingen. Danach arbeitete er bei DW-TV als Fernsehreporter. 1994 moderierte er 16 mal die damalige Mondscheinshow im ZDF. Beim Radio 4U des SFB war er Radioreporter. Danach moderierte er mit Volker Wieprecht bei Radio Fritz die Sendung Die Radiofritzen am Morgen. 1999 moderierte er mit Steffen Hallaschka, Wigald Boning, Tommy Wosch und Arzu Bazman die ProSieben MorningShow.
Ab 28. April 2001 moderierte er bei rbb für Radio Fritz wöchentlich die Radiosendung KenFM. Anfangs sendete er jeden Samstag von 6:00 bis 10:00 Uhr aus einem Modegeschäft in der Marienstraße in Berlin-Mitte. Ab dem 6. Januar 2002 sendete er sonntags von 14:00 bis 18:00 Uhr von der Peugeot-Avenue, Mini-Berlin (Friedrichstraße) und vom Sony Center aus. Am 7. März 2002 ließ Jebsen „KenFM“ als Marke für sich eintragen. Jede Woche stellte er mindestens eine Musikgruppe vor, die einige Titel live vortrug. Gelegentlich lud er Schriftsteller, Hobbydichter oder Alternative-Musiker ein. Ab 2004 fand die Sendung ohne Generalprobe Sonntags von 14:00 bis 18:00 Uhr in den Fritz-Studios in Babelsberg statt. Jebsen war mit seiner Firma „sektor_b“ auch deren Produzent, plante den Sendeablauf genau und teilte die Sendung in je 15 Rubriken ein, darunter „Presseschlau“, „RückblicKEN“ und eine Diskussion mit ungewöhnlichen oder prominenten Gästen zu Themen aus Forschung, Technik, Geschichte und Philosophie. Regelmäßig interviewte er Gäste zu aktuellen Themen, darunter Boris Aljinovic, Götz Alsmann, Drew Barrymore, Alf Ator (Alexander Thomas) von Knorkator, Wiglaf Droste, Daniel Fehlow, Alexa Hennig von Lange, Oliver Kalkofe, Sabine Schiffer, Marco Seiffert, Werner Sonne und Klaus Wowereit. Er grenzte sein Konzept strikt gegen Sendungen von Stefan Raab ab und bezeichnete Ray Cokes und Sammy Davis, Jr. als seine Vorbilder. Die taz lobte die Sendung als „Persiflage des Dumm-dumm-Radios“.
Bis zu Jebsens Entlassung im November 2011 liefen 545 Folgen von KenFM bei Radio Fritz.

## Antisemitismusvorwürfe und Trennung vom rbb
Anfang November 2011 leitete ein Hörer eine E-Mail an Henryk M. Broder weiter, in der Jebsen ihm geschrieben hatte: Er wisse, dass Edward Bernays „den Holocaust als PR erfunden“ habe. Propagandaminister Joseph Goebbels habe dessen Buch gelesen und entsprechende Kampagnen umgesetzt. David Rockefeller habe das NS-Regime mit Bomber-Sprit versorgt. Der Jude Henry Kissinger habe für Juden „überhaupt nichts übrig“ und auf die Bitte, russischen Juden die Ausreise nach Israel zu ermöglichen, geantwortet, deren Vergasung sei höchstens ein ökonomisches Problem. Ihre Führer seien das größte Problem der Juden. Das könne man in Palästina täglich sehen. Holocaustopfer in Israel hätten ihm bestätigt, sie fänden widerwärtig, was in ihrem Namen passiere. Man solle sich daher nicht hinter den ‚geschichtlichen Tatsachen‘ der Schoa verschanzen. Die jüngere Generation könne friedlich leben, „wenn man uns denn ließe“. Der Planet habe keine Zeit mehr, sich mit „diesen Steinzeitmethoden“ vor dem Kollaps zu retten. – Broder leitete die Mail nach Eigenangaben am 3. November 2011 an die rbb-Redaktion weiter und fragte sie, was der rbb von diesem „irren Antisemiten“ halte. Als die Redaktion die Mail nicht kommentieren wollte, veröffentlichte Broder den Inhalt am 6. November 2011 auf seinem Blog Die Achse des Guten.
Daraufhin setzte der rbb Jebsens Sendung vom selben Tag zunächst aus. Jebsen räumte ein, dass er die Mail verfasst hatte, und wies den (von Broder nicht erhobenen) Vorwurf einer Holocaustleugnung zurück: Er habe den Holocaust in vielen Beiträgen als Menschheitsverbrechen verurteilt. Er sei zu einem klärenden Gespräch mit Broder bereit. Am 9. November 2011 entschied die rbb-Leitung nach Gesprächen mit Jebsen, ihn weiterzubeschäftigen: Man halte die „Vorwürfe gegen den Moderator, er verbreite antisemitisches Gedankengut und verleugne den Holocaust […], für unbegründet“. Laut Programmdirektorin Claudia Nothelle sollte Jebsen fortan weniger politische Themen behandeln, diese und ihre Darstellung mit der Redaktion absprechen und sich stärker auf Unterhaltung und die Musikszene fokussieren.
Broder betonte, er habe nicht Jebsens Sendung beenden, sondern auf wiederholten Israelhass und Antiamerikanismus in dessen Beiträgen hinweisen wollen. So wünsche sich Jebsen „ein palästinensisches Yad Vashem“ für „Verbrechen der Israelis“ und ziehe damit „eine Parallele zwischen dem Israel von heute und den Nazis gestern“. Das sei antisemitisch. Die Historikerin Juliane Wetzel fand es richtig, auf solche Aussagen aufmerksam zu machen, doch nicht unbedingt auf alarmistische Weise. Jebsen greife damit nur gesellschaftlich verbreitete Stimmungen auf. Einige Journalisten verteidigten Jebsen. Michael Wuliger (Jüdische Allgemeine) dagegen deutete Jebsens Aussagen als komprimierte „Glaubenssätze der Post-Auschwitz-Judenfeindschaft“: Beim Holocaust hätten laut Jebsen „die Nazis sich ihre Hetzmethoden bei den Opfern selbst abgeguckt.“ Er gebe Juden also zumindest teilweise die Schuld an ihrem Schicksal und bestreite jeden moralischen Unterschied zwischen Nazis und Juden wie Kissinger. Die Tatsache oder Besonderheit der Schoa festzuhalten gefährde für ihn den Frieden und die Zukunft des Planeten.
Am 13. November 2011 moderierte Jebsen letztmals seine rbb-Sendung und gestand, er habe „in missverständlicher Form eine private Mail an einen Hörer verfasst“. Der Vorwurf einer Holocaustleugnung sei jedoch „absurd“. Am 23. November 2011 gab der rbb die Trennung von Jebsen bekannt. Laut Claudia Nothelle entsprachen „zahlreiche seiner Beiträge nicht den journalistischen Standards des rbb“. Er habe „verbindliche Vereinbarungen über die Gestaltung der Sendung ,KenFM‘ […] wiederholt nicht eingehalten“ und Beiträge unabgestimmt auf KenFM.de veröffentlicht. Entlassungsgrund sei „Jebsens Verhalten insgesamt“. Fritz-Programmchef Stefan Warbeck übernahm die Verantwortung für „mehrere nicht ausreichend redaktionell geprüfte und abgenommene Beiträge“ Jebsens und trat zurück.
Jebsen wies die Vorwürfe erneut zurück. Er kündigte an, er werde seine Sendung fortsetzen. Er klagte vor dem Arbeitsgericht Potsdam gegen seine Entlassung. Im Januar 2012 gab er an, der Satz zum Holocaust sei ein Zitat von Bernays gewesen. Der rbb habe bisher keinen konkreten Kündigungsgrund belegt. Es kam zu einer außergerichtlichen Einigung, über deren Details Stillschweigen vereinbart wurde.
Später ging Jebsen juristisch gegen Medienangaben vor, wonach er sich antisemitisch geäußert habe und darum vom rbb entlassen worden sei. Die taz erhielt 2018 in zwei Gerichtsinstanzen gegen seine Klage Recht. Auch gegen Spiegel Online klagte Jebsen erfolglos. In den Prozessen bestätigten rbb-Verantwortliche als Zeugen, dass die Redaktionsleitung seine strittigen Aussagen tatsächlich als antisemitisch eingeschätzt, dies aber zunächst nicht publik gemacht hatte, um ihn weiter zu beschäftigen.

## Webportal KenFM (2012–2021)

### Konzept, Finanzierung, Mitarbeiter
Am 10. Januar 2012 rief Jebsen auf YouTube 5000 Spender zum Crowdfunding von 20 Euro pro Person für ein Jahresbudget von 100.000 Euro auf, um seine Sendung gänzlich unabhängig im Internet fortsetzen zu können. Er kündigte Interviews mit internationalen Gästen, Kommentare, Radio- und Videobeiträge sowie eine kommunikative „Plattform für politische und soziale Themen“ an. FM bedeute „Freie Medien für freie Menschen“ und sei eine Alternative zum öffentlich-rechtlichen Rundfunk, den er für nicht veränderbar hielt.
Kurz darauf eröffnete Jebsen den YouTube-Kanal KenFM und die Homepage KenFM.de als „freies Presseportal“ für den deutschsprachigen Raum. Er werde das Portal für „unbequeme Wahrheiten und alternative Sichtweisen auf politische Ereignisse“, „kritische Denker unserer Zeit“ und Interviews zu wichtigen Anlässen anbieten, bis sich das „Internet als freier Raum wieder schließt“. Die Zuschauer sollten das Portal als ihr Eigentum und ‚Immunsystem‘ echter Demokratie begreifen, da diese gefährdet oder in vielen Bereichen abgeschafft sei.
Zum Jahresende 2016 gab KenFM fünf feste Mitarbeiter und 20 freie Autoren an. Man finanziere sich ausschließlich über Crowdsourcing und Spenden. Jebsens Homepage gab jedoch keine Ergebnisse seiner Spendenaufrufe bekannt. Jebsens Produktionsfirma „sector b“ war als Briefkastenfirma in der Blücherstraße in Berlin-Kreuzberg angemeldet. Wo KenFM produziert wurde, war nicht bekannt.
Im September 2020 kritisierte Andreas Wyputta (taz), dass die GLS Gemeinschaftsbank entgegen ihrem ethischen Anspruch „ausgerechnet dem Verschwörungstheoretiker und Coronaleugner Ken Jebsen […] eine Geschäftsverbindung“ für seine offensive Spendenwerbung biete.

### Sendeformate
Zu Jebsens regelmäßigen Sendeformaten gehörten „KenFM im Gespräch“ (Interviews als Videos), „KenFM am Telefon“ (Telefoninterviews), „KenFM über…“ (Audios), „Me, myself and Media“ und „NachdenKen“ (monologische Kommentare). Jebsens Mitarbeiter Ernst Wolff gestaltete die Sendereihe „The Wolff of Wall Street“ über ökonomische Themen, Lena Lampe interviewte Personen aus der Psychologie in der Reihe Der Freie Fall.
In einigen Formaten ließ Jebsen auch unbekannte Aktivisten zu Wort kommen. In der Talkrunde „Positionen“ diskutierte er mit bis zu vier Gästen bis zu drei Stunden lang verschiedene Varianten von gegen den „Mainstream“ gerichteten Positionen.

### Interviewpartner
Gemäß Jebsens Anspruch, eine „Gegenöffentlichkeit“ zu vertreten und weder links noch rechts zu sein, versuchte er mit seinen Themen und Gästen ein möglichst breites Publikum aus allen politischen Richtungen anzusprechen. Zu Jebsens Interviewpartnern gehörten bisher unter anderen:
- Christian Blex
- Volker Bräutigam
- Reiner Braun
- Mathias Bröckers
- Andreas von Bülow
- Michael Buback[41]
- Daniela Dahn
- Diether Dehm
- Peter-Michael Diestel
- Jürgen Elsässer
- Bernd Erbel[42]
- Josef Foschepoth
- Daniele Ganser
- Peter Gauweiler[36]
- Wolfgang Gehrcke
- Tommy Hansen „Free21“
- Stefanie Heinzmann[43]
- Christoph Hörstel
- Florian Kirner („Prinz Chaos II.“)
- Claus Köhnlein[44]
- Markus Krall
- Hans Jürgen Krysmanski
- Anselm Lenz[45]
- Rüdiger Lenz[46]
- Karin Mölling[44]
- Albrecht Müller
- Max Otte
- Owe Schattauer[46]
- Dirk Pohlmann
- Jürgen Roth
- Rainer Rothfuß[47]
- Werner Rügemer
- Rainer Rupp
- Micaela Schäfer
- Bodo Schiffmann[48]
- Paul Schreyer[49]
- Pedram Shahyar (Linksruck, Attac, Mahnwachen für den Frieden) bis zur COVID-19-Pandemie Mitarbeiter von Ken Jebsen
- Holger Strohm[50]
- Rita Süssmuth
- Udo Ulfkotte
- Jan Ullrich
- Frieder Wagner[51]
- Gaby Weber
- Petra Wild[41]
- Willy Wimmer[39]
- Gerhard Wisnewski[43]
- Wolfgang Wodarg[52]
- René Zeyer[53]
- Jean Ziegler[40]
- Moshe Zuckermann[41]

Darunter waren Autoren des Kopp Verlags und des Monatsmagazins Compact sowie Autoren, die auch bei RT Deutsch auftreten. Viele Gäste veröffentlichen Bücher, etwa im Westend-Verlag, und präsentieren diese regelmäßig bei KenFM. KenFM kooperierte zusammen mit den NachDenkSeiten und Telepolis bei der Vertriebsplattform Buchkomplizen des Westend Verlags. 2020 beendete der Verlag die Zusammenarbeit, „unter anderem aufgrund Ken Jebsens Haltung zu verschiedenen Themen“.

### Themen
Die Themen von KenFM umfassten Geopolitik, Medienkritik, Kritik an Eliten, am Finanzsystem oder Kapitalismus, Ökologie („tree.tv“), Lebensfragen, Gesundheit, Psychologie, Spiritualität („Der freie Fall“, „M-Pathie“). Im Zentrum der politischen Sendungen standen oft das „Imperium USA“, Kritik am Staat Israel, an der Bundesregierung und der NATO. Kritik an Russland und China fehlte.
Laut Wolfgang Storz (Otto-Brenner-Stiftung 2015) vertritt Jebsen einige Grundpositionen, die ihn mit anderen Hauptvertretern der „Gegenöffentlichkeit“ verbinden: Im Westen herrsche „eine kleine Geldelite“ gegen das Volk. Die Leitmedien stünden nur im Dienst dieser Eliten. Die gegebene Demokratie sei als Ganzes „ein gigantisches Täuschungsmanöver“, werde also im Prinzip, nicht im Detail kritisiert. Die Kategorien von rechts und links seien überholt. Von dieser Basis aus behandle Jebsen Themen wie Israelkritik, Ukrainekrise, Verhältnis zu Russland, 11. September 2001, Internationaler Währungsfonds (IWF), Medien und Eliten, Deutschlands Souveränität gegenüber Israel und den USA.

### Reichweite und Resonanz
Bis April 2015 erreichten einige YouTube-Videos auf KenFM trotz ihrer relativ langen Laufzeit und trockenen Aufmachung hunderttausende Aufrufe, wobei sich laut Wolfgang Storz eine Manipulation von Klickraten nicht ausschließen ließ. 2016 besuchten durchschnittlich 100.000 Nutzer pro Tag die Website KenFM. Der YouTube-Kanal hatte damals 500.000 Abonnenten und war bis dahin insgesamt rund 40 Millionen Mal aufgerufen worden. Auf Facebook hatte KenFM Ende 2017 272.000 Abonnenten. Im Juni 2020 kam KenFM auf den siebten Platz der umsatzstärksten Nachrichten-Apps in Deutschland.
Nach Recherchen des ZDF (Mai 2020) wurden KenFM-Videos „unmittelbar nach Erscheinen von einer großen Zahl obskurer Verschwörungsseiten auf Facebook geteilt“. Nach Berechnungen von Addendum erzeugten verschwörungsideologische Inhalte auf YouTube und Facebook grundsätzlich mehr Nutzerinteraktion, etwa bei Jebsens Bill-Gates-Video. Hinter solchen Erfolgen stünden „oft harte Arbeit und über lange Zeit gewachsene Netzwerke […], die diese Inhalte auf Kommando verbreiten.“ Bot-Netzwerke und Fake-Accounts seien jedoch nicht nachweisbar.

### Sperrung des YouTube-Kanals
Ab Mai 2020 unterband YouTube auf dem Kanal KenFM Werbeeinblendungen und somit Werbeeinnahmen. Im November 2020 sperrte YouTube den Kanal dauerhaft, da KenFM dort in 90 Tagen dreimal gegen die geltenden Richtlinien zu medizinischen Fehlinformationen über COVID-19 verstoßen habe. Im Oktober 2024 wurde auch ein weiterer Kanal auf YouTube, den er zur Umgehung der Sperrung unter anderem Namen eingerichtet hatte, vom Betreiber gesperrt.
Ab Mai 2020 hatte KenFM auch einen eigenen Kanal auf Telegram. Dort wurden KenFM-Videos veröffentlicht und die eigene Website beworben. Im Mai 2021 hatte der Kanal 123.000 Abonnenten.

### Beobachtung durch den Verfassungsschutz
Im März 2021 stufte der Verfassungsschutz Berlin KenFM als Verdachtsfall ein, da das Portal Desinformation und Verschwörungsmythen verbreite und die Szene der „Querdenker“ weiter radikalisiere. Seitdem wird die Website beobachtet. Dies machten Medienberichte Ende Mai 2021 bekannt.

### Medienaufsichtsverfahren und Umzug
Im Februar 2021 forderte die Medienanstalt Berlin-Brandenburg (MABB) Jebsen schriftlich auf, die Berichterstattung von KenFM zu rechtfertigen. Die Aufsichtsbehörde warf ihm Verstöße gegen den Pressekodex vor. Bis Mai 2021 leitete die MABB gemäß dem Medienstaatsvertrag ein Verfahren gegen KenFM ein, da diese Website die journalistische Sorgfaltspflicht nicht erfülle. Er habe für bestimmte Kritikaussagen des Therapeuten Rüdiger Lenz und des Mediziners Wolfgang Wodarg an den wissenschaftlichen Corona-Erkenntnissen, den Pandemie-Bekämpfungsmaßnahmen sowie am Impfen keine verlässlichen Quellen angegeben. Als mögliche Sanktionen erwog der MABB eine Untersagung einzelner Aussagen oder Beiträge auf KenFM und die Androhung eines Zwangsgelds von bis zu 50.000 Euro. Eine Sperrung des gesamten Portals komme nur als letztes Mittel bei wiederholten und systematischen Verstößen in Betracht. Jebsen argumentierte, die beanstandeten Beiträge seien Meinungen und Kommentare der Autoren, die er deshalb nicht belegen müsse. Er gab Rechtsschritte gegen die MABB bekannt.
Am 4. Mai 2021 gab Jebsen in einem Video unter dem Titel „mabb – Wenn das Wahrheitsministerium Maulkörbe verteilt“ bekannt, er werde mit KenFM Berlin und Deutschland verlassen. Grund sei vor allem die bevorstehende MABB-Anhörung am 14. Mai 2021: Diese schränke seine Pressefreiheit ein und sei politisch motiviert. Er habe schon Quellen für seine Kommentare über Impfstoffe, Maßnahmen und Masken zu Corona nachgereicht, darunter Angaben von Wolfgang Wodarg. Diesen hatten jedoch viele Experten widersprochen; die MABB hatte Jebsens Quellen daher nicht anerkannt. Jebsen gab an, er ziehe mit seinem Webkanal ins Ausland um, um dort wieder „in Ruhe arbeiten“ zu können. Er wäre dann der Kontrolle der MABB entzogen. Zudem gab Jebsen an, er wolle im Ausland eine Stiftung errichten. Er warb ab Mai 2021 um Spendengelder dafür wie auch für erwartete Gerichtsprozesse.
Bis zum 26. Oktober 2021 stellte die MABB das Medienaufsichtsverfahren gegen das Onlineangebot KenFM ein, das seit drei Monaten nicht mehr existierte. Nutzer wurden seitdem auf die Seite apolut.net umgeleitet. Die neue Seite enthält ein Archiv mit alten „KenFM“-Beiträgen, vor allem Videos. Der Umgang mit dieser Seite, so eine MABB-Sprecherin im Oktober 2021, werde noch geprüft.

### Hacking der Website

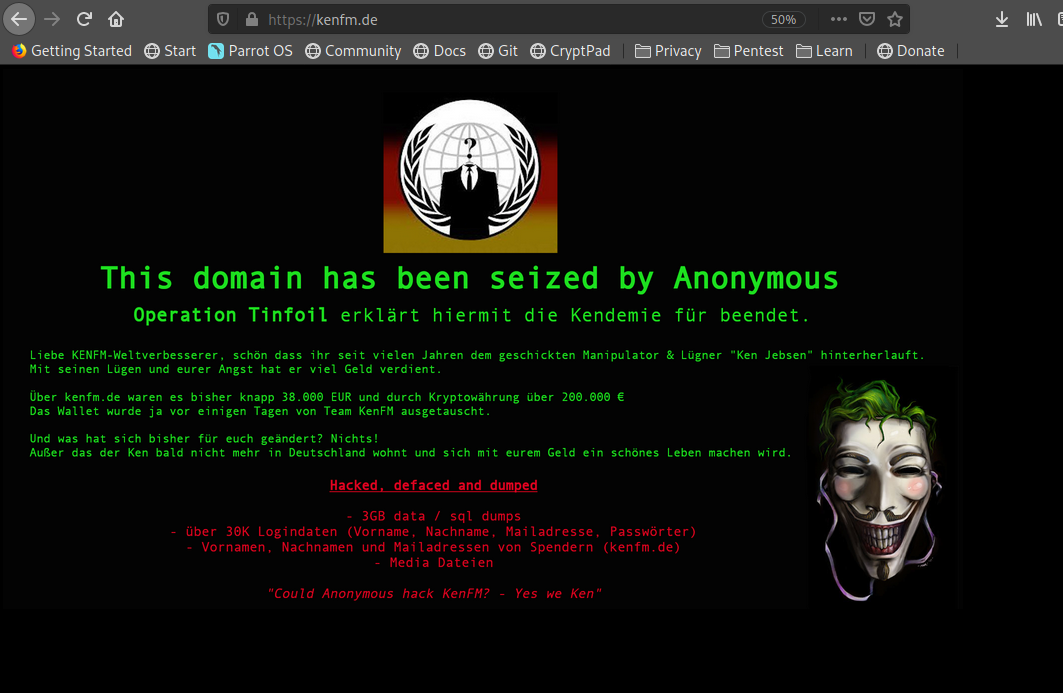
Website von KenFM nach Hack durch Anonymous Deutschland (2021)

Am 12. Juni 2021 gab die Gruppe Anonymous bekannt, sie habe die Website KenFM gehackt und dabei rund drei Gigabyte Daten erhalten. Der Hack sei erfolgt, weil Jebsen mit Antisemitismus, Verschwörungsmythen und Umsturzphantasien viel Geld verdient habe. Er sei schon lange kein der Wahrheit verpflichteter Journalist mehr, sondern „verarscht die Menschen einfach ganz offen“.
Der Hack umfasste laut Anonymous Vor- und Nachnamen von rund 39.000 Abonnenten, Spenden über die Webseite von rund 38.000 Euro bis 2019, Namen, Einzelbeträge und Mailadressen der Spender sowie Bitcoin-Spenden von rund 200.000 Euro seit 2019. Der Hack gehörte zur Anonymous-Aktion „Operation Tinfoil“.

## Nachfolgeprojekte
2020 mietete Jebsen ein Talkshowstudio von der Firma TV United.
Nach Recherchen von Jonas Fedders betreute die Firma Gold1Networks Jebsens späteren YouTube-Kanal. Sie gehört Jens Ihlenfeldt, dem Gründer von Aggro Berlin. 2020 verzog Gold1Networks in ein Haus in Berlin-Mitte, in dem Jebsen ein Studio und Geschäftsräume unterhält. Im selben Haus betreibt die Rechtsanwältin Angelika Strittmatter ihre Anwaltskanzlei. Sie war zeitweise Jebsens Lebensgefährtin. Seit 2020 leitet Jebsen im Verborgenen den YouTube-Kanal „WIR – Wissen ist relevant“. Diesen betrieb zunächst die AE – Art & Entertainment GmbH, die unter anderen ebenfalls Jens Ihlenfeldt und Angelika Strittmatter gehört. Seit 2022 betreibt eine im US-Bundesstaat Wyoming ansässige Gesellschaft den Kanal. Dessen Inhalte gestalten Mitarbeiter Jebsens. Als Studio nutzt Jebsen auch Räume des Skihändlers Bernd Geiling in Neuhaus am Inn.
 Seit Sommer 2021 besteht die Nachfolgewebseite apolut.net mit einem Archiv früherer KenFM-Beiträg. Sie wird von einer gleichnamigen GmbH betrieben, deren „Chef und Hauptentscheidungsträger“ laut der Wochenzeitung Die Zeit Ken Jebsen ist. Nur er kann auf das Konto der GmbH zugreifen. Er wollte zunächst in Österreich eine Produktions- und Begegnungsstätte errichten, ließ den Plan aber wegen der damaligen COVID-19-Impfpflicht in Österreich fallen und erwarb stattdessen im Frühjahr 2021 im südlichen Schweden ein Haus. Laut einem Redaktionsprotokoll von apolut sollte die apolut GmbH in eine schwedische Gesellschaft mit deutscher Dependance überführt werden.
2023 verlagerte Jebsen seinen Geschäftsbetrieb über ein kompliziertes Geflecht aus Steueroasen, Strohmännern und Briefkastenfirmen formal so ins Ausland, dass er dem Zugriff deutscher Behörden weitestgehend entzogen sein soll. Seitdem tritt er unter dem Label Soufisticated auf. Auch dessen Youtube-Kanal wurde gesperrt. 2024 rief Jebsen in einem Video öffentlich dazu auf, auf jeden Fall die rechtsextreme AfD zu wählen, von der er sich früher zumindest formal abgegrenzt hatte.
Im März 2025 begann Jebsen unter seinem Geburtsnamen eine Vortragstournee, bei der er AfD-Positionen unterstützte und dazu aufrief, den „Brandmauer-Wahnsinn“ zu beenden. Er deutete an, dass sich in näherer Zukunft eine Gelegenheit ergeben werde, in der „wir als patriotische Deutsche“ tun könnten, „was wir schon immer wollten“.

## Positionen

### 9/11
Schon bevor rbb ihn entließ, vertrat Jebsen auf KenFM Verschwörungstheorien zum 11. September 2001. Im August 2011 nannte er die Anschläge jenes Tages „Terrorlüge 9/11“ und behauptete, die US-Regierung habe sie inszeniert, damit ihre Bürger Kriege zur Sicherung von Ölvorkommen im Mittleren Osten akzeptieren würden. Am 11. September 2011, dem zehnten Jahrestag der Anschläge, bezeichnete Jebsen den Einsturz der Türme des World Trade Centers als „warmen Abriss“. Das World Trade Center 7 sei allgemein sichtbar gesprengt worden, doch die westliche Presse ignoriere das. Eine „medial-globale Inszenierung“ ermögliche den andauernden Krieg gegen den Terror. Dazu verlinkte er Material aus dem 9/11 Truth Movement und übernahm dessen MIHOP-These, wonach Kreise der US-Regierung die Anschläge absichtlich herbeigeführt hätten. Ferner sprach er von einer „PR-Leistung von Al-Qaida“. Für den „gefühlten Terror“ seien jene Massenmedien verantwortlich, „die immer mehr zum Megafon entsprechender Regierungskreise verkommen“. Diese Beiträge veröffentlichte er dann auch auf seiner Homepage. Im Dezember 2014 veröffentlichte Jebsen ein Video von einem Vortrag Daniele Gansers, in dem dieser eine Verschwörungstheorie zum 11. September 2001 vertrat. Das Video wurde über 900.000 Mal angeklickt. Jebsen arbeitet mit Ganser zusammen, interviewte ihn öfter und trat mit ihm auf.

### Geld, Banken, Finanzpolitik
Am 18. Dezember 2011, der ersten Sendung nach seiner Entlassung beim rbb, veröffentlichte Jebsen ein vierstündiges Video zum Thema „wie Geld funktioniert“. Zum „Bankensystem“ interviewte er den Wirtschaftswissenschaftler Franz Hörmann.
In seinem Video „KenFM über: Scheindemokratie“ behauptete Jebsen, die Federal Reserve Bank (Fed) sei ebenso wenig staatlich wie die Mafia gemeinnützig. Sie stehe über dem Gesetz, gebe sich aber nicht mit Bandenkriegen zufrieden, sondern finanziere internationale Konflikte und Weltkriege. Danach verteile sie Kredite, um das Zerstörte wieder aufzubauen. Er vertrat damit die gleiche Behauptung wie andere Mahnwachenredner, etwa Jürgen Elsässer, Lars Mährholz und Andreas Popp.

### Israel, Zionismus, George Soros
In seinem Monolog „Zionistischer Rassismus“ vom 5. April 2012 reagierte Jebsen auf die damalige Debatte um das Gedicht von Günter Grass Was gesagt werden muss. Er führte die Kritik daran auf jüdische und israelische Lobbyisten zurück, die in den USA großen Einfluss besäßen und die Massenmedien manipulierten. Diese „mediale Massenvernichtungswaffe“ helfe, „dass wir seit über 40 Jahren die Fresse halten, wenn im Auftrage des Staates Israel Menschen in Massen vernichtet werden“. Israel rotte systematisch die Palästinenser aus, um „Platz für das auserwählte Volk zu schaffen“. Israel wolle eine „Endlösung“ für Palästina. Während der Westen den Iran zwinge, zu beweisen, dass er keine Atomwaffen baue, habe Israel heimlich Atomwaffen entwickelt und stelle weitere her. Henryk Broder, einer der Kritiker von Grass, „hätte im Dritten Reich einen hervorragenden Lagerkommandanten abgegeben“. Die „Holocaust-Industrie“ (nach einem Buchtitel von Norman Finkelstein) sei eine „Vereinigung, die immer und überall Antisemitismus sieht, selbst, wenn die Politik des Staates Israel vollkommen unabhängig von seiner Religion kritisiert wird.“
Laut dem Soziologen Felix Schilk versuchte Jebsen, den Antisemitismus dieses Beitrags mit einer Umwegkommunikation („Zionisten“ statt „Juden“) zu verschleiern.
2014 schrieb Jebsen in einem offenen Brief an die Bundeskanzlerin Angela Merkel, „Nationalzionisten“ hätten „Israel okkupiert wie Nazis ‘33 Deutschland okkupiert haben“. In einem seiner Videos sprach er von „radikalen Zionisten mit US-Pass, deren Hobby Israel ist und deren Lieblingssport im Schlachten von Arabern besteht“. Israel begehe seit 40 Jahren Völkermord mit dem Ziel einer „Endlösung“ an allen Palästinensern in Palästina. Die Mächtigen der USA würden von Menschen mit jüdischen Wurzeln gesteuert, deren Ziel die „Schaffung eines israelischen Großreichs“ sei. US-Präsidenten müssten ihre wichtigsten Reden vorab von Juden genehmigen lassen. „Zionisten“ kontrollierten die UNO, den IWF und die Internationale Atomenergie-Organisation. Der jüdische Investor George Soros habe den Women’s March on Washington (21. Januar 2017) gelenkt. Soros erhoffe sich davon mehr Abtreibungen, um vom Verkauf toter Embryonen an die Pharmaindustrie zu profitieren. Jebsen ließ mehrere Medienanfragen dazu unbeantwortet oder gab sie an das Onlinemagazin Rubikon weiter, das sie veröffentlichte und abfällig kommentierte.
KenFM verbreitete 2017/18 eine Bildcollage von einem atomaren Kampfjet, der ein grenzenloses Flammenmeer auslöst und überfliegt. Das Bild zeigte Israels Ministerpräsidenten Benjamin Netanjahu und Israelflaggen auf den Tragflächen des Jets. Dies ist laut der Antisemitismusforscherin Monika Schwarz-Friesel „eine dramatisch zugespitzte Variante der viel verbreiteten De-Realisierung, Israel sei die größte Gefahr für den Weltfrieden“. Sie führt das Bild als Beispiel von „dämonisierenden und delegitimierenden Konzeptualisierungen des jüdischen Staats als Inkarnation des Bösen“ an. Sie gehen in Webkommentaren mit eliminatorischen Lösungswünschen einher, die altbekannte antisemitische Stereotype auf Israel übertragen und so den Vernichtungswillen fortsetzen, der den Judenhass prägt.

### Medienkritik
In einer Sendung von 2014 kritisierte Jebsen das Internet und Soziale Medien scharf: Weil alle Nachrichten darin gleichwertig würden und zunehmend Unterhaltungscharakter erhielten, drohe das Internet „die größte Versklavungs-Methode der Menschheit zu werden“. Er verglich es mit der NS-Propaganda: „Goebbels wäre heute vor allem als Drahtzieher bei YouTube, Facebook, Tumblr oder Twitter aktiv. Google würde Goegls heißen“. Dabei berief er sich auf Noam Chomsky und Marshall McLuhan. Der Medienwissenschaftler John David Seidler analysierte Jebsens Verhältnis zum Internet daher als widersprüchlich: Einerseits feiere er es als utopischen Gegenentwurf zu den Mainstreammedien, andererseits vergleiche er es mit den gleichgeschalteten Medien der NS-Zeit, die für ihn „damals wie heute, von den Eliten manipuliert“ seien. Zudem rechtfertige Jebsen die Briefbombenanschläge des „Unabombers“ Ted Kaczynski: Der geniale Mathematiker habe erkannt, dass „Programmierer im Auftrag der Elite dabei waren, ein Tool zu erschaffen, das uns alle in den Orwell-Staat katapultiert“, und daraufhin zu Sprengstoff gegriffen.
In dem KenFM-Film „Zensur“ (2017) behauptete Jebsen, die Online-Enzyklopädie Wikipedia werde „als Werkzeug und Teil eines größeren Netzwerks zur politisch-ideologischen Manipulation missbraucht“. Eine kleine fanatische Autorengruppe verteidige unter Missachtung der eigenen Regularien ein Weltbild, das sie anscheinend „eins zu eins aus dem Weißen Haus übernehmen, wie Mitglieder einer Sekte“.

### Ukraine und Russland
2012 und 2013 trat Jebsen bei den Compact-Souveränitätskonferenzen auf, die Jürgen Elsässer zusammen mit dem regierungsnahen russischen Institut für Demokratie und Zusammenarbeit organisiert hatte. Ab März 2014 trat Jebsen neben Lars Mährholz und Jürgen Elsässer als Hauptredner bei den sogenannten Mahnwachen für den Frieden auf. Er sprach von März bis Juli 2014 mindestens elfmal bei den Mahnwachen und veröffentlichte seine Reden auf KenFM. Er warnte, die westliche Haltung zu Russlands Annexion der Krim 2014 diene der Vorbereitung auf einen Dritten Weltkrieg. Die Herrschenden betrieben eine „Gehirnwäsche“, die Presse sei „okkupiert“ und die Bevölkerung solle „verheizt“ werden. Die derzeitige deutsche Staatsform werde hoffentlich bald verschwinden. Jebsen erhielt für seine Mahnwachenauftritte stets großen Applaus.
Im Juni 2014 beschrieb Jebsen geopolitische Interessen der USA und der EU als Hauptursache für den Krieg in der Ukraine. US-Spezialeinheiten seien dessen Drahtzieher. Westliche Medienberichte darüber seien Kriegstreiberei. Dabei stellte Jebsen Russland, das die bis dahin ukrainische Krim im März 2014 annektiert hatte, als Opfer, die Ukraine und den Westen als Täter dar. Damit verkehrte er laut der Osteuropahistorikerin und Politologin Susanne Spahn Ursache und Wirkung des Konflikts.
Dabei kooperierte Jebsen mit in Berlin ansässigen russischen Staatsmedien wie Sputniknews, RT Deutsch und Ruptly. Diese interviewten ihn und Jürgen Elsässer öfter als „deutsche Experten“ zu dem Konflikt. Jebsen publizierte auf KenFM russlandfreundliche Inhalte und vertrat russische Positionen auch öffentlich. Im Gegenzug berichteten russische Staatsmedien über die von ihm und Elsässer organisierten Auftritte. Auf Russia Today behauptete Jebsen, ARD und ZDF hetzten die Deutschen gegen Russland auf. Der Sender stellte ihn als „ehemaligen Mitarbeiter der führenden deutschen Fernsehkanäle“ vor und unterschlug die Entlassungsgründe von rbb.
2016 reiste der Kreistagsabgeordnete Andreas Maurer (Die Linke Niedersachsen) trotz Protesten des deutschen Außenministeriums mehrmals auf die Krim und befürwortete deren Annexion durch Russland in russischen Staatsmedien. Jebsen interviewte Maurer dazu auf KenFM. 2018 reiste Jebsen mit Maurer nach Jalta, traf dort Politiker der AfD und nahm mit ihnen an einer großen russischen Wirtschaftskonferenz teil. Diese sollte die EU-Sanktionen gegen Russland nach der Krimannexion umgehen und westliche Investoren anlocken.
Am 21. März 2022 sagte Jebsen auf einer Demonstration in Bautzen mit Bezug auf den russischen Überfall auf die Ukraine, seit 2014 werde in der Ukraine „vom Westen“ gemeinsam mit „rechtsradikalen“ Ukrainern ein Bürgerkrieg gegen die Bevölkerung betrieben, die „auch russisch“ sei.

### Verhältnis zur Friedensbewegung
Im Herbst 2014 rief Jebsen zur Demonstration „Friedenswinter“ mit auf. Daraufhin distanzierten sich einige Vertreter der Friedensbewegung davon, so Tobias Pflüger (Die Linke), Monty Schädel (DFG-VK) und Otmar Steinbicker (Verein Aachener Friedenspreis). Die Linksfraktion beschloss am 16. Dezember 2014, fortan keine von Jebsen und Mährholz organisierten „Friedenswinter“-Veranstaltungen finanziell zu unterstützen: Das Bündnis werde inzwischen von „Weltverschwörern, Montagsdemonstranten und Reichsbürgern“ dominiert.
Monty Schädel bat die Friedensbewegung im März 2015, noch vor den Ostermärschen ihre Zusammenarbeit mit den Montagsmahnwachen zu beenden, da diese sich „zumindest nach rechts offen“ verhielten. Auf der Berliner Mahnwache vom 16. März 2015 beschimpfte Jebsen Schädel daher als „Querfrontler“ und „Feind“, „gekauft von der NATO“. Der Rechtsradikalismus sei „das kleinste Problem in diesem Land“. Daraufhin zog die DFG-VK ihre Unterstützung für den „Friedenswinter“ zurück. Die Kooperation für den Frieden distanzierte sich von Jebsen. Ihr Sprecher Reiner Braun, der zuvor für die Beteiligung an den Mahnwachen eingetreten war, ließ sein Amt vorerst ruhen.
KenFM warb seit 2015 mehrfach für die jährliche Kampagne „Stopp Ramstein“ sowie für das daran angeschlossene „Friedenscamp“ und das Friedensfestival „Pax Terra Musica“. 2017 gehörte Jebsen zu dessen Veranstaltern und sollte mit einem eigenen Stand präsent sein. Das Festival sollte die Friedensbewegung vernetzen. Dazu wurden viele Verschwörungsideologen eingeladen. Als dies bekannt wurde, sagten etliche Musiker die Teilnahme ab, und es kamen viel weniger Besucher als erwartet.

### Flüchtlingskrise 2015/2016
In der Flüchtlingskrise in Deutschland 2015/2016 plädierte Jebsen wiederholt für Offenheit und Menschlichkeit bei der Aufnahme von Flüchtlingen. Darauf verwies der Politikwissenschaftler Martin Höpner. Nachdem Jürgen Elsässer im Januar 2015 bei Pegida und Legida aufgetreten war, distanzierte sich Jebsen von ihm und positionierte sich eher für eine Einwanderungspolitik. Darauf folgten heftige, teils kampagnenartige Shitstorms rechter Nutzer gegen Jebsen. Der Konflikt betraf auch die Mahnwachen. Der Streit über Pegida und die Aufnahme von Ausländern trennte Jebsen und Elsässer im Jahr 2015.
Im März 2017 behauptete der rechtspopulistische Verschwörungsideologe Gerhard Wisnewski auf KenFM, die Europäische Flüchtlingskrise sei bewusst gesteuert und werde „mit massenhaft Migrantenkindern, die nicht in dieser Weise lernbereit sind“, zu einer „Desorganisation“ Deutschlands und Europas und zu Auseinandersetzungen zwischen Einheimischen und Zuwanderern führen. Jebsen stimmte ihm zu: „Gastfreundschaft“ habe ihre Grenzen. Ein Dorf könne einen Besucher verkraften, bei 500 „fühlt man sich überrannt“.
Im Juni 2015 unterstützte Jebsen die politische Aktion „Die Toten kommen“, mit der das Zentrum für Politische Schönheit (ZPS) die Asylpolitik der EU kritisieren und an zehntausende ertrunkene Geflüchtete erinnern wollte. Nach dem Verbot der Aktion rief Jebsen auch zum „Marsch der Unentschlossenen“ des ZPS auf, das ihn jedoch öffentlich auslud.

### Anschlag auf den Berliner Weihnachtsmarkt
Zum Anschlag auf den Berliner Weihnachtsmarkt an der Gedächtniskirche im Dezember 2016 deutete Jebsen eine Verschwörung an: Es sei „merkwürdig“, dass schon der fünfte arabische Attentäter wie beim 11. September 2001 seinen unversehrten Ausweis am Tatort hinterlassen habe und wie die Täter der Terroranschläge am 13. November 2015 in Paris und beim Anschlag in Nizza 2016 auf der Flucht erschossen worden sei, so dass er nichts mehr aussagen könne.

### COVID-19-Pandemie
Ab März 2020 nannte Jebsen die Sicherheitsmaßnahmen der Bundesregierung zur COVID-19-Pandemie ein „Gehorsamsexperiment“ und verglich sie mit der Machtergreifung der Nationalsozialisten. Sogar in der NS-Zeit und in den Bombennächten sei nie eine „Ausgangssperre“ verhängt worden. Es sei „jetzt in Deutschland wahnsinnig gefährlich etwas zu sagen, was von der Mainstream-Meinung abweicht“.
Am 11. April 2020 besuchte Jebsen eine Protestdemonstration gegen die Coronamaßnahmen der Bundesregierung in Berlin, deren Veranstalter Anselm Lenz er zuvor interviewt hatte. An der Kundgebung nahmen etwa 500 Personen teil, darunter viele Rechtsextreme. Einige Plakatparolen verglichen die Infektionsschutzmaßnahmen mit der Judenverfolgung, Zwangsarbeit und Zwangssterilisation der NS-Zeit. Nach etwa 90 Minuten führte die Polizei rund 80 Teilnehmer, darunter Jebsen, vom Rosa-Luxemburg-Platz weg, weil die Kundgebung nicht angemeldet worden war. Am selben Tag zeigte Jebsen erneut ein Video mit Lenz. Darin behauptete dieser, das Virus diene nur dazu, den kriselnden Kapitalismus neu zu justieren.
In den Folgewochen sprach Jebsen bei den Stuttgarter „Querdenken“-Demonstrationen über Bill Gates, die Weltgesundheitsorganisation (WHO), die Bundesregierung, den Staat, die NATO und die Massenmedien und behauptete erneut eine geheime Agenda der Herrschenden. Mit ihm kamen weitere Vertreter der Mahnwachen zur Coronaleugnerszene. Laut der Watchdog-Gruppe „Friedensdemo-Watch“ mobilisierte Jebsen von Anfang an für die „Querdenker“ und beeinflusste sie mit seinem Vokabular, etwa indem er heutige Ärzte mit dem Massenmörder Josef Mengele im KZ Auschwitz verglich, Krankenhäuser „Lager“ nannte und eine neue Machtergreifung behauptete, die in eine Coronadiktatur münden werde.
Das Fernsehmagazin Monitor kritisierte im April 2020, Jebsen mache auf KenFM „voreilige Verharmlosungen zur Grundlage für wütende Kommentare gegen das System“ und bezeichne die staatlichen Maßnahmen als „Corona-Diktatur“, „Machtergreifung“ und „‚asymmetrischer Krieg‘ der ‚Superreichen gegen die restlichen 99 Prozent‘“. Auf eine Anfrage von Monitor dazu antwortete die KenFM-Redaktion, man wolle eine „Vielfalt von Perspektiven“ aufzeigen.
Jebsen rief mit zu den Protesten gegen Coronamaßnahmen in Berlin auf und übertrug sie als Livestream auf KenFM. Am 30. April 2020 verbreitete er den Warnhinweis eines Protestteilnehmers, das Team der heute-show wolle „gezielt Verpeilte und Verstrahlte rauspicken, um sie für das dürstende ZDF-Publikum vorzuführen. Lächerlich machen.“ Dagegen brauche es „Widerstand. Der Widerstand muss wachsen. Jetzt.“ Am Folgetag griffen Demonstranten das Team an und prügelten Kameraleute krankenhausreif. Bei der folgenden Protestkundgebung am 6. Mai 2020 wurde ein ARD-Team mit Tritten angegriffen. Jebsen bezeichnete dies als „überflüssige“ „Einzel-Aktion“ und stellte die Wortwahl der Berichte darüber in Frage: Jeder müsse selbst entscheiden, ob es ein „Angriff“ gewesen sei. Damit verharmloste er laut Szenebeobachtern (Daniel Bouhs, Felix Husemann, Anke Schaefer) die zunehmende Gewalt gegen Journalisten öffentlich-rechtlicher Medien, die er zum Feindbild erklärt hatte.
Jebsens Video „Gates kapert Deutschland!“ vom 4. Mai 2020 erreichte laut dem Rechercheverein Correctiv in fünf Tagen drei Millionen Abrufe. Darin behauptete Jebsen im Anschluss an andere, die Bill & Melinda Gates Foundation habe sich „über die WHO in die Weltdemokratien hineingehackt“ und entscheide nun über den Lockdown oder das Tragen von Atemschutzmasken. Das Ehepaar verfüge über „mehr Macht als Roosevelt, Churchill, Stalin und Hitler seinerzeit zusammen“. Diese Behauptungen versuchte Jebsen nach dem für Verschwörungstheorien typischen Fehlschluss glaubhaft zu machen, dass wer von etwas profitiere, auch der Urheber sein müsse (Cui bono). Faktenchecks stellten zahlreiche Fehler, Falschangaben, Verschwörungsmythen und Ungenauigkeiten in dem Video fest. Jedoch griffen andere Verschwörungsideologen wie Attila Hildmann, Xavier Naidoo und Detlef Soost Jebsens Falschbehauptungen auf und verbreiteten sie weiter. Auch Prominente wie Til Schweiger bezogen sich positiv auf Jebsens Gates-Video, ebenso Influencer wie Sarah Foxx, Senna Gammour, Luna Darko und Ardian Bora. Ende Juni 2020 löschte YouTube das Video, doch Jebsens Unterstützer luden es immer wieder hoch und es blieb auf KenFM abrufbar. Dort rief Jebsen dazu auf, die Tagesschau.de mit täglichen Sprechchören um 20:00 Uhr vom eigenen Balkon oder Fenster aus zu boykottieren.
Zur Stuttgarter „Querdenker“-Kundgebung am 13. Mai 2020 lud Veranstalter Michael Ballweg Jebsen als Hauptredner ein. Im Vorfeld zeigte KenFM eine Karikatur von Bill Gates in einer SS-ähnlichen Uniform mit einem Hakenkreuz aus Impfspritzen im Hintergrund. Jebsen hielt seine Rede vor rund 10.000 Besuchern hinter einer Decke im hinteren Bühnenbereich und betonte: Niemand leugne, dass es Corona und besonders schutzbedürftige Risikogruppen gebe. Doch die staatlichen Schutzmaßnahmen seien „völlig überzogen“. Das „Merkel-Regime“ habe viele Grundrechte „willkürlich und dauerhaft auf Eis gelegt“, „um den Staat noch mächtiger und den Bürger noch ohnmächtiger zu machen“. Eine Überwachungs-App und ein indirekter Impfzwang seien geplant. Wie bei den Nürnberger Rassegesetzen bestimmten wenige regierungstreue Wissenschaftler, was für das Volk gesund sei. Die Bundesrepublik sei seit 1949 nur eine „Demokratie-Simulation“. Die Coronakrise biete die Chance für direkte Demokratie. Er forderte einen Corona-Untersuchungsausschuss, ein demokratisches und kooperatives Wirtschaftssystem, ein Ende der Globalisierung und Kriege und mehr Spiritualität. Nach seiner Rede verließ er den Platz sofort und trug dabei einen Mund-Nasen-Schutz. In weiteren Aufrufen zu Demonstrationen gegen die Pandemie versuchte Jebsen öffentliche Meditation als Protestform zu etablieren, erhielt jedoch kaum Resonanz dafür.
In einem weiteren Video zur Corona-Pandemie trug Jebsen ein Make-up wie das des Jokers in dem Batmanfilm The Dark Knight und forderte seine Zuschauer auf, keinen Mundnasenschutz zu tragen. Er behauptete unter anderem, Bill Gates erwäge die Sterilisierung von Menschen bei Impfungen und die WHO hätte gemeinsam mit der Gates-Stiftung in Afrika und Indien durch Impfungen bereits tausende Frauen zwangssterilisiert.
Ende Februar 2021 sprach Jebsen von „potentiell tödlichen Corona-Genspritzen“.

## Rezeption

### Wissenschaft
Verschiedene Sozial- und Politikwissenschaftler ordneten Jebsen ab 2014 vor allem wegen seiner damaligen Mahnwachenauftritte in ein Querfront-Spektrum mit Bezügen zur Neuen Rechten ein. Wolfgang Storz untersuchte 2015 vor allem die Verbindungen zwischen Jürgen Elsässer, Ken Jebsen und Pegida. Er stellte gemeinsame populistische Positionen bei ihnen fest: „Volk gegen Eliten, Wahrheit gegen Lügenpresse, pro Nation und contra EU, gegen die USA und für Putin“.
Niklas Lämmel analysierte fünf Mahnwachenreden Jebsens von 2014 anhand der sozialpsychologischen Studie Prophets of Deceit (1949; deutsch 1982) von Leo Löwenthal. Jebsen inszeniere sich als unabhängiger und widerständiger Journalist, behandle seine Themen aber „ebenso emotional wie inhaltlich substanzlos“. Er präsentiere immer wieder verschiedene Schuldige für Probleme und Ereignisse, statt diese im Sinne Löwenthals auf „deutlich definierbare Ursachen“ und die „herrschende Sozialstruktur“ zurückzuführen. Er greife reale diffuse Ohnmachtsgefühle gegenüber den Globalisierungsprozessen auf und radikalisiere sie zum bedrohlichen Gesamtbild einer feindlichen Welt, in der der Einzelne fortlaufend „Opfer einer ‚all-umfassenden und sorgfältig geplanten Verschwörung‘“ sei. Zwar könnten verschiedene Themen dieser Agitation dienen, doch fänden sich bei Jebsen viele Inhalte, die schon Löwenthal bei US-amerikanischen Agitatoren fand: die „ewig Betrogenen“, ein drohender Krieg, Angriffe auf die parlamentarische Demokratie, häufige Verweise auf die Lügen der Medien.
Hendrik Steinkuhl wies die Antisemitismusvorwürfe gegen Jebsen 2017 zurück, weil er sich „glaubhaft“ für „Entgleisungen“ bei seiner Israelkritik entschuldigt habe. Noch „absurder“ sei es, ihn „in die Ecke der Neuen Rechten zu stellen“. „Verschwörungstheoretiker“ treffe auf ihn zu, doch sei es ungerechtfertigt, ihn „deshalb abzustempeln und seine Arbeit nicht weiter zu beachten“. Auch die Medienwissenschaftler Uwe Krüger und Jens Seiffert-Brockmann verteidigten Jebsen 2018: Er habe sich von Jürgen Elsässer distanziert, für „verbale Entgleisungen“ in seiner Israelkritik entschuldigt, viele aus dem linken Spektrum stammende Personen interviewt und äußere sich selbst nicht fremdenfeindlich, rassistisch, völkisch-nationalistisch oder antidemokratisch. Daher habe er die Einordnung in die Neue Rechte nicht verdient. Gleichwohl zählten sie KenFM zu einem Netz von Alternativmedien, die mit einem “Reframing” von Nachrichten an der „Perforierung“ der etablierten Leitmedien arbeiten, deren Realitätsdefinitionen anzweifeln, „Referenzrahmen und Axiome des Mainstreams für ungültig erklären und austauschen.“ Dabei vertrete KenFM jedoch kein klares weltanschauliches Profil.
Bei einer Tagung zum Antisemitismus in der deutschen Linken seit 1968 (Bildungsstätte Anne Frank, 2018) analysierte Daniel Keil Jebsens Mahnwachenreden. Er vertrete beispielhaft einen personalisierenden Antikapitalismus, der die Zirkulationssphäre (Geld, Zins, Bankensystem) von der Produktionssphäre, das „raffende“ vom „schaffenden“ Kapital trenne und nur ersteres kritisiere. Dabei werde das spekulative Kapital biologisiert und einzelne Menschen oder Gruppen für komplexe gesellschaftliche Verhältnisse verantwortlich gemacht, etwa das Bankhaus Rothschild oder die FED. Dies übernehme die vormoderne antisemitische Verbindung von Judentum und Geld. So könnten Vertreter dieser Denkweise vermeintliche Drahtzieher enthüllen und deren angebliche Verschwörungen aufdecken. Aus dieser gemeinsamen verkürzten Kapitalismuskritik erkläre sich die Solidarität von Teilen der Linkspartei mit Jebsen.
Michael Butter (Universität Tübingen), Rainer Hermann (FAZ), Katharina Nocun und Pia Lamberty beschrieben KenFM als Plattform für Verschwörungstheorien und deren Vertreter. Laut Nocun und Lamberty gehört Jebsen mit Jürgen Elsässer, Udo Ulfkotte und Daniele Ganser zu den Stars dieser Szene.
Laut Alan Schink (2020) ist Jebsen aktuell ein Medienunternehmer und für Anhänger eine Identifikationsfigur, für Gegner eine Reiz- und Hassfigur. Kritik, die ihn mit Antisemitismus verbinde, bestärke seine Fans eher, ihm zu folgen. KenFM sei „das bekannteste und klickstärkste Medium der deutschsprachigen wahrheitsbewegten ‚Gegenöffentlichkeit‘“, professionell aufbereitet und ziele eher auf durchdachte Kampagnen und stabile Formate. Durch das Crowdsourcing stehe Jebsen unter Druck, die Bedürfnisse seiner Anhänger zu erfüllen und regelmäßig neue Inhalte zu produzieren. KenFM lasse sich durch Jebsens Positionen zur Flüchtlingskrise, gegen Krieg, Kapitalismus und Neoliberalismus eher im linken antiimperialistischen Spektrum verorten. So seien zwei wichtige Einflusspersonen für Jebsen, Pedram Shahyar und Florian Kirner, früher langjährige linke Aktivisten gewesen, hätten sich aber später politisch von Jebsen und KenFM abgewandt. Durch die Montagsmahnwachen 2014/15 und erneut durch die Coronakrise 2020 sei er zum zentralen Akteur und Profiteur der „Gegenöffentlichkeit“ geworden. Indem KenFM aktuelle Inhalte dazu liefere, halte er seine Abonnentenzahlen stabil und erreiche so wieder mehr Menschen, die das Medium anderen Kundgebungsbesuchern bekannt machten. In der Coronakrise habe KenFM durch das Interviewen von Gegen-„Experten“, die KenFM-„Tagesdosis“ und Gastkommentare rasch und weit Sichtweisen verbreitet, die in den Leitmedien kritisiert oder ignoriert wurden. Zum politisch-ideologischen Netzwerk rund um KenFM gehörten etwa RT Deutsch, NuoViso, die NachDenkSeiten, Rubikon, Gruppe42 und Mainz FreeTV.
Die Politikwissenschaftlerin Nele Weiher sieht Jebsen, Attila Hildmann und Xavier Naidoo als Beispiele dafür, dass Verschwörungstheorien für männliche Identitätsbildung wichtiger seien als für weibliche: Bei allen Unterschieden sei ihnen die vor allem von Männern adaptierte männliche Bewältigungsstrategie gemeinsam, auf Verunsicherungen wie durch die Corona-Krise, aber auch ganz allgemein durch Neoliberalismus und Globalisierung mit heftigen Gegenreaktionen zu reagieren.
Der Religionswissenschaftler Alexander-Kenneth Nagel sieht Jebsen wie auch Hildmann und Naidoo als Vertreter von Verschwörungsideologien innerhalb aktuell verbreiteter apokalyptischer Krisendeutungen: Im Gestus der Enthüllung und in deutlicher Abgrenzung von den Medien des gesellschaftlichen „Mainstreams“ verwiesen sie auf mehrere Krisenerscheinungen, die als miteinander verwoben dargestellt würden. Das Enthüllungspathos und die globale Tragweite der von ihnen wahrgenommenen Krisen erinnere an klassische Apokalypsen, doch fehle ihnen deren Erlösungsperspektive, weshalb er die von ihnen ausgebreiteten apokalyptischen Szenarien als „kupiert oder invers“ bezeichnet.
Der Psychoanalytiker Klaus-Jürgen Bruder sieht Jebsen als Opfer einer Strategie, die darauf abziele, Kritik an der neoliberalen Kriegspolitik durch Vorwürfe der Kontaktschuld und des Antisemitismus zu delegitimieren.

### Journalismus
Markus Linden nannte Jebsen 2014 einen „antiamerikanischen Prediger“, der die „vermeintlich US- und finanzmarktgesteuerte deutsche Politik“ mit „messianischem Eifer“ geißele. KenFM biete „predigthafte Monologe oder lange Interviews mit alternativen Kriegsreportern, abtrünnigen oder randständigen Politikern und Verschwörungstheoretikern.“
2016 betonte Linden, wegen der getrennten Wege Jebsens und Elsässers in der Flüchtlingskrise passe KenFM nicht in das „Bild einer ‚Alt-Right‘, einer alternativen Rechten“. Mit dem „digitalen Untergrund“ teile KenFM eine typisch populistische „Antihaltung gegen das Establishment“, so dass die Bevölkerung als „Masse der Betrogenen und Belogenen“ erscheine. Obwohl Jebsen „belächelt oder dämonisiert“ worden sei, habe sich KenFM zu einer etablierten Marke entwickelt. Bei seinen öffentlichen Auftritten pflege Jebsen „das Image des friedensbewegten, amerikakritischen Schnellsprechers mit grossen Zweifeln an der offiziellen Version des 11. Septembers“. Als Medienprofi beherrsche er verschiedene Rollen: Im Format “Me, Myself and Media” gebe er „den Kritiker medialer Machtausübung qua Meinungsmache“. Seine Talkshow versammle „Dissidenten gegen den ‚Mainstream‘“, gegen westliche Politik und etablierte Medien. Auf „KenFM im Gespräch“ lade er oft Autoren politischer Bestseller oder frühere Spitzenpolitiker ein und überspringe so „die Grenzen zum Etablierten“.
Die überlangen Formate seien eine „Manifestation des Widerstands gegen den medialen Zeitgeist“. Dass Jebsen oft Vorträge Daniele Gansers präsentiere, zeige, „dass der Vorwurf der kruden postfaktischen Verschwörungstheorie am qualitativ vergleichsweise hochwertigen Teil der Alternativmedienszene abprallt und sogar zurückgeworfen wird.“ Wie Ganser stütze KenFM den Eindruck, „Putins Diktatur sei in Wahrheit ein von aussen provozierter Garant des Widerstands gegen das Machtstreben der Nato und der USA.“
Camilla Kohrs (Correctiv) bezeichnete Jebsen 2016 als „Verschwörungstheoretiker mit Mission“. Einige seiner Positionen überschnitten sich mit denen der AfD, obwohl er besonders die „Hetze gegen Muslime und Flüchtlinge“ immer wieder kritisiere.
Lutz Hachmeister beurteilte KenFM 2017 als „eines der erfolgreichsten crowdfinanzierten Medienportale Deutschlands“. Es sei „inhaltlich wie ästhetisch absolut professionell gemacht“ und unterscheide sich darin fast gar nicht von vergleichbaren Fernsehsendungen. Im Netz gehöre Jebsen damit in Deutschland zu den „Pionieren“. Dabei profitiere er von seiner Ausbildung im öffentlich-rechtlichen Rundfunk.
Jebsens Falschaussagen zur COVID-19-Pandemie in Deutschland fanden starke Kritik und wurden ausführlichen Faktenchecks unterzogen, so vom Rechercheverein Correctiv. Laut Philipp Müller (Universität Mannheim) will Jebsen gesellschaftliche Verantwortungsträger delegitimieren und dazu zunächst dem professionellen Journalismus besonders der öffentlich-rechtlichen Medien die Aufmerksamkeit entziehen. Laut Matthias Schwarzer arbeitet Jebsen entgegen seinem Selbstverständnis nicht wie ein seriöser Journalist. Nach dem abrupten Ende seiner Radiokarriere habe er sich radikalisiert und sei zum Wortführer der Mahnwachen geworden. Weil er weiterhin die NATO, nicht die Flüchtlinge als Hauptproblem darstellte und Pegida kritisierte, sei er dort weniger beachtet worden. In der Coronakrise habe er erneut ein großes Publikum gefunden und verbreite dort seine „ganz eigene Weltsicht“. Zu seinen rhetorischen „Lieblingstricks“ gehöre das „Raunen“: Er stelle oft nur Fragen in den Raum und überlasse seinen Anhängern den weiteren Gedankengang. Faktenchecks hätten seine Thesen einer Lenkung der WHO, Medien und Pandemiebekämpfung durch die Gates-Stiftung jedoch als „großen Quatsch“ erwiesen.
Milosz Matuschek (Neue Zürcher Zeitung) deutete derartige Kritik als „Imagepolitur der Medien, denen die Leser abhanden kommen“. Jebsens größter „Fehler“ seien die Klickzahlen für sein Bill-Gates-Video gewesen. KenFM als größtes alternatives Medienportal im deutschsprachigen Raum sei ein Konkurrenzunternehmen einer neuen Branche.
Der Journalist Ulrich Tückmantel nennt Jebsen mit anderen Verschwörungstheoretikern sowie Politikern der AfD und der Linken als häufige Gäste und Verbündete des deutschsprachigen russischen Staatssenders RT Deutsch, der mit der Flüchtlingskrise 2015 und der Corona-Krise 2020/21 bereits zwei Mal eine „Desinformations-Pandemie“ befeuere. Dies sei Teil einer „‚Whataboutism‘-Strategie“, die dem Zweck diene, alle Kritik an der russischen Aggressions-Politik zu delegitimieren.
Der Soziologe und Kommunikationswissenschaftler Patrick Stegemann begrüßte 2021 die Sperre des YouTube-Kanals von KenFM, da Jebsen „antiaufklärerisch, regressiv und autoritär unterwegs“ sei und die Verschwörungserzählungen über Bill Gates stark verbreitet habe. Sebastian Leber verwies darauf, dass Jebsen auf KenFM schon früh „Verschwörungsideologen und Hamas-Verstehern eine Plattform“ geboten habe.
Von Juni bis Juli 2021 erschien der sechsteilige Dokumentar-Podcast Cui Bono: WTF happened to Ken Jebsen? von Khesrau Behroz, eine Koproduktion von Studio Bummens, NDR, rbb und K2H, in der die Entwicklung Jebsens „vom Radiomoderator zum Verschwörungsideologen“ nachgezeichnet wird. Der Titel bezieht sich auf eine Rede des AfD-Politikers Björn Höcke, der mit der Frage „Cui bono?“ (lat.: „Wem zum Vorteil?“) Ken Jebsens Sperrung kritisierte. Der Kulturwissenschaftler Daniel Hornuff kritisierte in der Zeit, dass die Serie Jebsen unfreiwillig psychologisierend überhöhe und so „eine seltsam umschmeichelnde Aufwertung“ bewirke, „die passagenweise ins Heroisierende kippt.“ Wirksam in der Abwehr sei nur „gezieltes, bewusstes, strategisch eingesetztes, konsequentes öffentliches Ignorieren. Soziale Ächtung durch mediale Nichtbeachtung.“

### Popmusik
In ihrem Song Beate Zschäpe hört U2 (2014) nannte die Gruppe Antilopen Gang Jebsen einen „Hetzer in deutscher Tradition“. Dagegen klagte Jebsen auf Verleumdung. Sein damaliger Mitarbeiter Pedram Shayar hoffte auf Twitter, „@KenFM vernichtet sie und ihr Label gleich mit“.
Weil das Landgericht Köln ihm erklärte, dass ein Verbotsantrag wegen der Kunstfreiheit und „Äußerungen des Antragstellers in der Vergangenheit“ aussichtslos wäre, zog Jebsen seinen Antrag auf einstweilige Verfügung zurück und musste die Verfahrenskosten tragen. Bandmitglied Danger Dan erwähnt den Konflikt mit Jebsen 2021 in seinem Lied Das ist alles von der Kunstfreiheit gedeckt und reimte: „So ein lächerlicher Mann, hoffentlich zeigt er mich an“.

### Auszeichnungen
2007 gewannen Jebsen und Susanne Wündisch den Civis – Europas Medienpreis für Integration für den Hörfunkbeitrag Irgendwo dazwischen, rbb vom 16. März 2006. Thema des Beitrags war eine kurdische Erzieherin und Choreographin in Berlin, die einen Grenzgang zwischen islamischer Tradition und westlicher Lebensweise wagte.
Im Dezember 2017 verlieh der Blog NRhZ-Online Jebsen den „Kölner Karls-Preis für engagierte Literatur und Publizistik“. Zur Preisverleihung im Berliner Kino Babylon sollte auch Evelyn Hecht-Galinski sprechen. Der Berliner Kultursenator Klaus Lederer (Die Linke) äußerte sich „entsetzt, dass ein Kulturort in Berlin diesem Jahrmarkt der Verschwörungsgläubigen und Aluhüte eine Bühne bietet.“ Daraufhin sagte der Vermieter des Kinos die Veranstaltung zunächst ab. Die NRhZ-Online klagte mit Erfolg dagegen. Der Kinovermieter gab vor Gericht an, seine Absage sei „aufgrund des Drucks aus dem Berliner Senat“ und Sicherheitsbedenken erfolgt. Der Bundesvorstand der Linkspartei distanzierte sich von Jebsen und solidarisierte sich mit Klaus Lederer. Jebsen sagte seine Teilnahme an der Preisverleihung ab. Am 14. Dezember 2017 fand in Berlin eine Kundgebung für ihn statt, wo unter anderen die Linken-Politiker Diether Dehm, Wolfgang Gehrcke und Christiane Reymann auftraten. Oskar Lafontaine verteidigte Jebsen dort mit den Worten: „Begriffe wie ,Verschwörungstheoretiker’ […] stammen aus dem Arsenal der Geheimdienste.“
2020 erhielt Jebsen den Negativpreis Goldenes Brett vorm Kopf für sein Lebenswerk.

## Publikationen
- mit Mathias Bröckers: Der Fall Ken Jebsen oder Wie Journalismus im Netz seine Unabhängigkeit zurückgewinnen kann. Der Macher von KenFM im Gespräch mit Mathias Bröckers. Westend, Frankfurt am Main 2016, ISBN 978-3-946778-00-4